# Vermis
Vermis è il quarto album in studio del gruppo musicale Ulcerate, pubblicato il 2013.

## Tracce
1. Odium – 2:44
2. Vermis – 5:58
3. Clutching Revulsion – 7:04
4. Weight of Emptiness – 7:42
5. Confronting Entropy – 6:30
6. Fall to Opprobrium – 2:23
7. The Imperious Weak – 7:23
8. Cessation – 7:01
9. Await Rescission – 7:31

## Formazione
- Paul Kelland - voce, basso
- Michael Hoggard - chitarra
- Jamie Saint Merat - batteria